# Премія «Сатурн» за найкращу жіночу роль
Премія «Сатурн» за найкращу жіночу роль — одна з щорічних нагород, яку присуджує Академія наукової фантастики, фентезі та фільмів жахів акторкам за найкращу роль у фантастичному фільмі. Вручають з 1974 року. Найбільше номінацій на цю премію отримали Джеймі Лі Кертіс, Джоді Фостер, Наталі Портман, Наомі Воттс та Сігурні Вівер — всі номіновані п'ять разів. Кертіс, Фостер, Портман, Воттс і Сандра Баллок вигравали премію двічі.

## Лауреати й номінанти

### 1976—1980
| Церемонія        | Фото                                  | Актриса                     | Фільм                   | Роль             |
| ---------------- | ------------------------------------- | --------------------------- | ----------------------- | ---------------- |
| 3-я (1976)       |                                       | • Кетрін Росс               | «Степфордські дружини»  | Джоанна Ебергарт |
| 4-а (1977)       |                                       |                             |                         |                  |
| • Блайт Даннер   | «Світ майбутнього»                    | Трейсі Баллард              |                         |                  |
| 5-а (1978)       |                                       |                             |                         |                  |
| • Джоді Фостер   | «Дівчинка, що живе в кінці вулиці»    | Рінн                        |                         |                  |
| • Мелінда Діллон | «Близькі контакти третього ступеня»   | Джилліан Гвілер             |                         |                  |
| • Джулі Крісті   | «Демонічне сім'я»                     | Сьюзан Гарріс               |                         |                  |
| • Джоан Коллінз  | «Імперія мурах»                       | Мерилін Фрайзер             |                         |                  |
| • Керрі Фішер    | «Зоряні війни. Епізод IV: Нова надія» | принцеса Лея Органа         |                         |                  |
| 6-а (1979)       |                                       | • Марго Кіддер              | «Супермен»              | Лоїс Лейн        |
| 6-а (1979)       | • Женев'єва Б'южольд                  | «Кома»                      | Сьюзен Вілер            |                  |
| 6-а (1979)       | • Брук Адамс                          | «Вторгнення викрадачів тіл» | Елізабет Дрісколл       |                  |
| 6-а (1979)       | • Енн-Маргрет                         | «Магія»                     | Пегі Енн Сноу           |                  |
| 6-а (1979)       | • Даяна Росс                          | «Віз»                       | Дороті                  |                  |
| 7-а (1980)       |                                       | • Мері Стінберген           | «Подорож в машині часу» | Емі Роббінс      |
| 7-а (1980)       | • Сігурні Вівер                       | «Чужий»                     | Ріплі                   |                  |
| 7-а (1980)       | • Марго Кіддер                        | «Жах Амітивіля»             | Кеті Лутц               |                  |
| 7-а (1980)       | • Сьюзан Сент-Джеймс                  | «Любов з першого укусу»     | Сінді Сондгейм          |                  |
| 7-а (1980)       | • Персіс Хамбатта                     | «Зоряний шлях: Фільм»       | лейтенант Айлія         |                  |

### 1981—1990
| Церемонія   | Фото                 | Актриса                                       | Фільм                                         | Роль                      |
| ----------- | -------------------- | --------------------------------------------- | --------------------------------------------- | ------------------------- |
| 8-а (1981)  |                      | • Енджі Дікінсон                              | «Одягнений для вбивства»                      | Кейт Міллер               |
| 8-а (1981)  | • Джеймі Лі Кертіс   | «Поїзд страху»                                | Алейна Максвелл                               |                           |
| 8-а (1981)  | • Луанна Сирота      | «О, Боже! Книга 2»                            | Трейсі Річардс                                |                           |
| 8-а (1981)  | • Джейн Сеймур       | «Десь в часі»                                 | Еліз МакКенна                                 |                           |
| 8-а (1981)  | • Еллен Берстін      | «Воскресіння»                                 | Една Мей Макколей                             |                           |
| 9-а (1982)  | Карен Аллен          | • Карен Аллен                                 | «Індіана Джонс: У пошуках втраченого ковчега» | Меріон Рейвенвуд          |
| 9-а (1982)  | Карен Аллен          | • Дженні Егаттер                              | «Американський перевертень у Лондоні»         | медсестра Алекс Прайс     |
| 9-а (1982)  | Карен Аллен          | • Лілі Томлін                                 | «Неймовірно зменшена жінка»                   | Пет Крамер / Джудіт Беслі |
| 9-а (1982)  | Карен Аллен          | • Анджела Ленсбері                            | «Дзеркало тріснуло»                           | міс Джейн Марпл           |
| 9-а (1982)  | Карен Аллен          | • Марго Кіддер                                | «Супермен 2»                                  | Лоїс Лейн                 |
| 10-а (1983) |                      | • Сендал Бергман                              | «Конан-варвар»                                | Валерія                   |
| 10-а (1983) | • Сьюзен Джордж      | «Будинок, де живе зло»                        | Лаура Флетчер                                 |                           |
| 10-а (1983) | • Настасія Кінскі    | «Люди-коти»                                   | Ірена Галльєра                                |                           |
| 10-а (1983) | • Джобет Вільямс     | «Полтергейст»                                 | Дайна Фрілінг                                 |                           |
| 10-а (1983) | • Мері Воронов       | «Поїдаючи Рауля»                              | Мері Бленд                                    |                           |
| 11-а (1984) |                      | • Луїза Флетчер                               | «Мозковий штурм»                              | доктор Лілліан Рейнольдс  |
| 11-а (1984) | • Бесс Армстронг     | «Повітряна дорога в Китай»                    | Єва «Еві» Тозер                               |                           |
| 11-а (1984) | • Боббі Брес         | «Мавзолей»                                    | Сьюзен Волкер Фаррелл                         |                           |
| 11-а (1984) | • Керрі Фішер        | «Зоряні війни. Епізод VI: Повернення джедая „ | принцеса Лея                                  |                           |
| 11-а (1984) | • Еллі Шіді          | “Військові ігри»                              | Дженніфер Кетрін Мак                          |                           |
| 12-а (1985) |                      | • Деріл Ганна                                 | «Сплеск»                                      | русалка / Медісон         |
| 12-а (1985) | • Карен Аллен        | «Людина з зірки»                              | Дженні Гайден                                 |                           |
| 12-а (1985) | • Ненсі Аллен        | «Філадельфійський експеримент»                | Еллісон Гейс                                  |                           |
| 12-а (1985) | • Лінда Гамільтон    | «Термінатор»                                  | Сара Коннор                                   |                           |
| 12-а (1985) | • Гелен Слейтер      | «Супердівчина»                                | Кара Зор-Ель / Супердівчина / Лінда Лі        |                           |
| 13-а (1986) |                      | • Корел Браун                                 | «Казкова дитина»                              | Аліса Ґаргрівс            |
| 13-а (1986) | • Гленн Клоуз        | «Максі»                                       | Джен / Максі                                  |                           |
| 13-а (1986) | • Міа Ферроу         | «Пурпурова троянда Каїра»                     | Сесілія                                       |                           |
| 13-а (1986) | • Мішель Пфайффер    | «Леді-яструб»                                 | Ізабелла Анжуйська                            |                           |
| 13-а (1986) | • Джессіка Тенді     | «Кокон»                                       | Альма Фінлі                                   |                           |
| 14-а (1987) |                      | • Сігурні Вівер                               | «Чужі»                                        | Еллен Ріплі               |
| 14-а (1987) | • Барбара Кремптон   | «З іншого виміру»                             | доктор Кетрін МакМайклс                       |                           |
| 14-а (1987) | • Джина Девіс        | «Муха»                                        | Вероніка Квайф                                |                           |
| 14-а (1987) | • Елізабет Шу        | «Лінк»                                        | Джейн Чейз                                    |                           |
| 14-а (1987) | • Кетлін Тернер      | «Пеггі Сью вийшла заміж»                      | Пеггі Сью                                     |                           |
| 15-а (1988) |                      | • Джессіка Тенді                              | «Батарейки не додаються»                      | Фей Райлі                 |
| 15-а (1988) | • Ненсі Аллен        | «Робот-поліцейський»                          | офіцер Енн Льюїс                              |                           |
| 15-а (1988) | • Мелінда Діллон     | «Гаррі і Гендерсони»                          | Ненсі Гендерсон                               |                           |
| 15-а (1988) | • Лоррейн Гері       | «Щелепи 4: Помста»                            | Еллен Броді                                   |                           |
| 15-а (1988) | • Сьюзан Серендон    | «Іствікські відьми»                           | Джейн Споффорд                                |                           |
| 15-а (1988) | • Робін Райт         | «Принцеса-наречена»                           | принцеса-наречена                             |                           |
| 16-а (1990) |                      | • Кетрін Гікс                                 | «Дитяча гра»                                  | Карен Барклай             |
| 16-а (1990) | • Кім Бейсінгер      | «Моя мачуха — іншопланетянка»                 | Селеста Мартін                                |                           |
| 16-а (1990) | • Аманда Доног'ю     | «Лігво білого хробака»                        | леді Сільвія Марш                             |                           |
| 16-а (1990) | • Кассандра Петерсон | «Ельвіра — володарка темряви»                 | Ельвіра                                       |                           |
| 16-а (1990) | • Йоанна Пакула      | «Поцілунок»                                   | Феліція                                       |                           |
| 16-а (1990) | • Джессіка Тенді     | «Кокон: Повернення»                           | Альма Фінлі                                   |                           |

### 1991—2000
| Церемонія   | Фото                         | Актриса                                     | Фільм                                                                | Роль                                                                 |                        |
| ----------- | ---------------------------- | ------------------------------------------- | -------------------------------------------------------------------- | -------------------------------------------------------------------- | ---------------------- |
| 17-а (1991) |                              | • Демі Мур                                  | «Привид»                                                             | Моллі Дженсен                                                        | Моллі Дженсен          |
| 17-а (1991) | • Джулі Кармен               | «Ніч страху 2»                              | Реджина Дандрідж                                                     | Реджина Дандрідж                                                     |                        |
| 17-а (1991) | • Бланка Герра               | «Свята кров»                                | Конча                                                                | Конча                                                                |                        |
| 17-а (1991) | • Анжеліка Г'юстон           | «Відьми»                                    | Велика Верховна Відьма                                               | Велика Верховна Відьма                                               |                        |
| 17-а (1991) | • Ніколь Кідман              | «Мертвий штиль»                             | Рей Інграм                                                           | Рей Інграм                                                           |                        |
| 17-а (1991) | • Мадонна                    | «Дік Трейсі»                                | Бретлесс Магоуні                                                     | Бретлесс Магоуні                                                     |                        |
| 17-а (1991) | • Мері Елізабет Мастрантоніо | «Безодня»                                   | Ліндсі Брігман                                                       | Ліндсі Брігман                                                       |                        |
| 17-а (1991) | • Еллі Шіді                  | «Страх»                                     | Кейсі Бріджес                                                        | Кейсі Бріджес                                                        |                        |
| 17-а (1991) | • Дженні Райт                | «Я, божевільний»                            | Вірджинія                                                            | Вірджинія                                                            |                        |
| 18-а (1992) |                              | • Лінда Гамільтон                           | «Термінатор 2: Судний день»                                          | Сара Коннор                                                          | Сара Коннор            |
| 18-а (1992) | • Кеті Бейтс                 | «Мізері»                                    | Енні Вілкс                                                           | Енні Вілкс                                                           |                        |
| 18-а (1992) | • Джоді Фостер               | «Мовчання ягнят»                            | Кларіс Старлінг                                                      | Кларіс Старлінг                                                      |                        |
| 18-а (1992) | • Джулія Робертс             | «У ліжку з ворогом»                         | Лора Берні / Сара Вотерс                                             | Лора Берні / Сара Вотерс                                             |                        |
| 18-а (1992) | • Вайнона Райдер             | «Едвард Руки-ножиці»                        | Кім Боггс                                                            | Кім Боггс                                                            |                        |
| 18-а (1992) | • Меріл Стріп                | «Захищаючи твоє життя»                      | Джулія                                                               | Джулія                                                               |                        |
| 19-а (1993) |                              | • Вірджинія Медсен                          | «Кендімен»                                                           | Гелен Лайл                                                           | Гелен Лайл             |
| 19-а (1993) | • Ребекка Де Морней          | «Рука, що качає колиску»                    | місіс Мотт / Пейтон Фландерс                                         | місіс Мотт / Пейтон Фландерс                                         |                        |
| 19-а (1993) | • Шеріл Лі                   | «Твін Пікс: Вогню, іди зі мною»             | Лора Палмер                                                          | Лора Палмер                                                          |                        |
| 19-а (1993) | • Вайнона Райдер             | «Дракула»                                   | Міна Мюррей / Елізабет                                               | Міна Мюррей / Елізабет                                               |                        |
| 19-а (1993) | • Шерон Стоун                | «Основний інстинкт»                         | Кетрін Трамелл                                                       | Кетрін Трамелл                                                       |                        |
| 19-а (1993) | • Меріл Стріп                | «Смерть їй до лиця»                         | Медлін Ештон                                                         | Медлін Ештон                                                         |                        |
| 19-а (1993) | • Сігурні Вівер              | «Чужий 3»                                   | Еллен Ріплі                                                          | Еллен Ріплі                                                          |                        |
| 20-а (1994) |                              | • Енді Макдавелл                            | «День бабака»                                                        | Рита                                                                 | Рита                   |
| 20-а (1994) | • Патриція Аркетт            | «Справжнє кохання»                          | Алабама Вітмен                                                       | Алабама Вітмен                                                       |                        |
| 20-а (1994) | • Лора Дерн                  | «Парк Юрського періоду»                     | доктор Еллі Сеттлер                                                  | доктор Еллі Сеттлер                                                  |                        |
| 20-а (1994) | • Мішель Форбс               | «Каліфорнія»                                | Керрі Лафлін                                                         | Керрі Лафлін                                                         |                        |
| 20-а (1994) | • Анжеліка Г'юстон           | «Моральні цінності сімейки Адамсів»         | Мортіша Аддамс                                                       | Мортіша Аддамс                                                       |                        |
| 20-а (1994) | • Бетт Мідлер                | «Фокус-покус»                               | Вінні Сандерсон                                                      | Вінні Сандерсон                                                      |                        |
| 20-а (1994) | • Еллі Шіді                  | «Найкращий друг людини»                     | Лорі Таннер                                                          | Лорі Таннер                                                          |                        |
| 21-а (1995) | Сандра Буллок                | • Сандра Буллок                             | «Швидкість»                                                          | Енні Портер                                                          |                        |
| 21-а (1995) | Сандра Буллок                | • Джеймі Лі Кертіс                          | «Правдива брехня»                                                    | Гелен Таскер                                                         |                        |
| 21-а (1995) | Сандра Буллок                | • Медхен Амік                               | «Секс, брехня, безумство»                                            | Ліна Метерс                                                          |                        |
| 21-а (1995) | Сандра Буллок                | • Гелена Бонем Картер                       | «Франкенштейн»                                                       | Елізабет                                                             |                        |
| 21-а (1995) | Сандра Буллок                | • Пенелопа Енн Міллер                       | «Тінь»                                                               | Марго Лейн                                                           |                        |
| 21-а (1995) | Сандра Буллок                | • Мішель Пфайффер                           | «Вовк»                                                               | Лора Елден                                                           |                        |
| 22-а (1996) |                              | • Анджела Бассетт                           | «Дивні дні»                                                          | Лорнетт «Мейс» Мейсон                                                | Лорнетт «Мейс» Мейсон  |
| 22-а (1996) | • Кеті Бейтс                 | «Долорес Клейборн»                          | Долорес Клейборн                                                     | Долорес Клейборн                                                     |                        |
| 22-а (1996) | • Ніколь Кідман              | «За що варто померти»                       | С'юзен Стоун Маретто                                                 | С'юзен Стоун Маретто                                                 |                        |
| 22-а (1996) | • Шерон Стоун                | «Швидкий та мертвий»                        | Еллен                                                                | Еллен                                                                |                        |
| 22-а (1996) | • Медлін Стоу                | «12 мавп»                                   | Кетрін Рейлі                                                         | Кетрін Рейлі                                                         |                        |
| 22-а (1996) | • Марина Зудіна              | «Німий свідок»                              | Біллі Г'юз                                                           | Біллі Г'юз                                                           |                        |
| 23-я (1997) |                              | • Нів Кемпбелл                              | «Крик»                                                               | Сідні Прескотт                                                       | Сідні Прескотт         |
| 23-я (1997) | • Джина Девіс                | «Довгий поцілунок на добраніч»              | Саманта Кейн / Чарлі Белтімор                                        | Саманта Кейн / Чарлі Белтімор                                        |                        |
| 23-я (1997) | • Джина Гершон               | «Зв'язок»                                   | Коркі                                                                | Коркі                                                                |                        |
| 23-я (1997) | • Гелен Гант                 | «Смерч»                                     | доктор Джо Гардінг                                                   | доктор Джо Гардінг                                                   |                        |
| 23-я (1997) | • Френсіс Макдорманд         | «Фарго»                                     | Мардж Гандерсон                                                      | Мардж Гандерсон                                                      |                        |
| 23-я (1997) | • Пенелопа Енн Міллер        | «Релікт»                                    | доктор Марго Грін                                                    | доктор Марго Грін                                                    |                        |
| 24-а (1998) |                              | • Джоді Фостер                              | «Контакт»                                                            | доктор Елеонор Ерровей                                               | доктор Елеонор Ерровей |
| 24-а (1998) | • Нів Кемпбелл               | «Крик 2»                                    | Сідні Прескотт                                                       | Сідні Прескотт                                                       |                        |
| 24-а (1998) | • Пем Грієр                  | «Джекі Браун»                               | Джекі Браун                                                          | Джекі Браун                                                          |                        |
| 24-а (1998) | • Дженніфер Лопес            | «Анаконда»                                  | Террі Флорес                                                         | Террі Флорес                                                         |                        |
| 24-а (1998) | • Міра Сорвіно               | «Мутанти»                                   | доктор С'юзен Тайлер                                                 | доктор С'юзен Тайлер                                                 |                        |
| 24-а (1998) | • Сігурні Вівер              | «Чужий: Воскресіння»                        | клон Еллен Ріплі                                                     | клон Еллен Ріплі                                                     |                        |
| 25-а (1999) |                              | • Дрю Беррімор                              | «Історія вічного кохання, або Попелюшка»                             | Даніелла Де Барбарак                                                 | Даніелла Де Барбарак   |
| 25-а (1999) | • Джилліан Андерсон          | «Секретні матеріали: Боротьба за майбутнє»  | агент ФБР Дейна Скаллі                                               | агент ФБР Дейна Скаллі                                               |                        |
| 25-а (1999) | • Джеймі Лі Кертіс           | «Хелловін: 20 років по тому»                | Лорі Строуд / Кері Тейт                                              | Лорі Строуд / Кері Тейт                                              |                        |
| 25-а (1999) | • Мег Раян                   | «Місто янголів»                             | доктор Меггі Райс                                                    | доктор Меггі Райс                                                    |                        |
| 25-а (1999) | • Дженніфер Тіллі            | «Наречена Чакі»                             | Тіффані                                                              | Тіффані                                                              |                        |
| 25-а (1999) | • Кетрін Зета-Джонс          | «Маска Зорро»                               | Елена Монтеро (Елена де ла Вега)                                     | Елена Монтеро (Елена де ла Вега)                                     |                        |
| 26-а (2000) |                              | • Крістіна Річчі                            | «Сонна лощина»                                                       | Катріна Ван Тассел                                                   | Катріна Ван Тассел     |
| 26-а (2000) | • Гізер Грем                 | «Остін Паверс: Шпигун, який мене спокусив»" | Феліція Трахвелл                                                     | Феліція Трахвелл                                                     |                        |
| 26-а (2000) | • Кетрін Кінер               | «Бути Джоном Малковичем»                    | Максін Лунд                                                          | Максін Лунд                                                          |                        |
| 26-а (2000) | • Керрі-Енн Мосс             | «Матриця»                                   | Трініті                                                              | Трініті                                                              |                        |
| 26-а (2000) | • Сігурні Вівер              | «У пошуках Галактики»                       | Гвен Дімарко, а також Гвен Дімарко в образі лейтенанта Тоуні Медісон | Гвен Дімарко, а також Гвен Дімарко в образі лейтенанта Тоуні Медісон |                        |
| 26-а (2000) | • Рейчел Вайс                | «Мумія»                                     | Евелін «Еві» Карнахан                                                | Евелін «Еві» Карнахан                                                |                        |

### 2001—2010
| Церемонія    | Фото                 | Актриса                        | Фільм                                     | Роль                          |
| ------------ | -------------------- | ------------------------------ | ----------------------------------------- | ----------------------------- |
| 27-а (2001)  | Теа Леоні            | • Теа Леоні                    | «Сім'янин»                                | Кейт Рейнолдс                 |
| 27-а (2001)  | Теа Леоні            | • Дженніфер Лопес              | «Клітка»                                  | Кетрін Дін                    |
| 27-а (2001)  | Теа Леоні            | • Кейт Бланшетт                | «Дар»                                     | Аннабель «Енні» Вілсон        |
| 27-а (2001)  | Теа Леоні            | • Еллен Берстін                | «Реквієм за мрією»                        | Сара Голдфарб                 |
| 27-а (2001)  | Теа Леоні            | • Мішель Пфайффер              | «Що приховує брехня»                      | Клер Спенсер                  |
| 27-а (2001)  | Теа Леоні            | • Мішель Єо                    | «Тигр підкрадається, дракон ховається»    | Юй Шулень                     |
| 28-а (2002)  | Ніколь Кідман        | • Ніколь Кідман                | «Інші»                                    | Грейс Стюарт                  |
| 28-а (2002)  | Ніколь Кідман        | • Френсіс О'Коннор             | «Штучний розум»                           | Моніка Свінтон                |
| 28-а (2002)  | Ніколь Кідман        | • Джуліанна Мур                | «Ганнібал»                                | агент ФБР Кларіс Старлінг     |
| 28-а (2002)  | Ніколь Кідман        | • Анджеліна Джолі              | «Лара Крофт: Розкрадачка гробниць»        | Лара Крофт                    |
| 28-а (2002)  | Ніколь Кідман        | • Наомі Воттс                  | «Малголланд Драйв»                        | Бетті Елмс / Даяна Селвін     |
| 28-а (2002)  | Ніколь Кідман        | • Кейт Бекінсейл               | «Інтуїція»                                | Сара Томас                    |
| 29-я (2003)  | Наомі Уоттс          | • Наомі Воттс                  | «Дзвінок»                                 | Рейчел Келлер                 |
| 29-я (2003)  | Наомі Уоттс          | • Джоді Фостер                 | «Кімната страху»                          | Мег Олтман                    |
| 29-я (2003)  | Наомі Уоттс          | • Мілла Йовович                | «Обитель зла»                             | Еліс                          |
| 29-я (2003)  | Наомі Уоттс          | • Наташа Макелхон              | «Соляріс»                                 | Рея                           |
| 29-я (2003)  | Наомі Уоттс          | • Кірстен Данст                | «Людина-павук»                            | Мері Джейн Вотсон             |
| 29-я (2003)  | Наомі Уоттс          | • Наталі Портман               | «Зоряні війни: Атака клонів»              | сенатор Падме Амідала         |
| 30-а (2004)  |                      | • Ума Турман                   | «Убити Білла. Фільм 1»                    | Наречена /«Чорна Мамба»       |
| 30-а (2004)  | • Джеймі Лі Кертіс   | «Шалена п'ятниця»              | Тесс Коулман                              |                               |
| 30-а (2004)  | • Дженніфер Коннеллі | «Халк»                         | Бетті Росс                                |                               |
| 30-а (2004)  | • Кейт Бланшетт      | «Останній рейд»                | Магдалена Гілксон                         |                               |
| 30-а (2004)  | • Джессіка Біл       | «Техаська різанина бензопилою» | Ейрін                                     |                               |
| 30-а (2004)  | • Кейт Бекінсейл     | «Інший світ»                   | Селін                                     |                               |
| 31-а (2005)  | Бленчард Райан       | • Бленчард Раян                | «Відкрите море»                           | Сьюзен                        |
| 31-а (2005)  | Бленчард Райан       | • Ніколь Кідман                | «Народження»                              | Анна                          |
| 31-а (2005)  | Бленчард Райан       | • Кейт Вінслет                 | «Вічне сяйво чистого розуму»              | Клементина Кружинскі          |
| 31-а (2005)  | Бленчард Райан       | • Джуліанна Мур                | «Забуте»                                  | Теллі Паретта                 |
| 31-а (2005)  | Бленчард Райан       | • Ума Турман                   | «Убити Білла. Фільм 2»                    | Беатрікс Кіддо /«Чорна Мамба» |
| 31-а (2005)  | Бленчард Райан       | • Чжан Цзиї                    | «Будинок літаючих кинджалів»              | Xiao Mei                      |
| 32-а (2006)  | Наомі Уоттс          | • Наомі Воттс                  | «Кінг-Конг»                               | Енн Дерроу                    |
| 32-а (2006)  | Наомі Уоттс          | • Тільда Свінтон               | «Хроніки Нарнії: Лев, чаклунка та шафа»   | Біла Чаклунка                 |
| 32-а (2006)  | Наомі Уоттс          | • Лора Лінні                   | «Шість демонів Емілі Роуз»                | Ерін Брунер                   |
| 32-а (2006)  | Наомі Уоттс          | • Джоді Фостер                 | «Ілюзія польоту»                          | Кайлі Претт                   |
| 32-а (2006)  | Наомі Уоттс          | • Рейчел Макадамс              | «Нічний рейс»                             | Ліза Райсерт                  |
| 32-а (2006)  | Наомі Уоттс          | • Наталі Портман               | «Зоряні війни. Епізод III: Помста ситхів» | Падме Амідала                 |
| 33-тя (2007) | Наталі Портман       | • Наталі Портман               | «V означає Вендетта»                      | Іві Гаммонд                   |
| 33-тя (2007) | Наталі Портман       | • Шона Макдональд              | «Спуск»                                   | Сара                          |
| 33-тя (2007) | Наталі Портман       | • Рене Зеллвегер               | «Міс Поттер»                              | Беатріс Поттер                |
| 33-тя (2007) | Наталі Портман       | • Джуді Денч                   | «Скандальний щоденник»                    | Барбара Коветт                |
| 33-тя (2007) | Наталі Портман       | • Меггі Джилленгол             | «Персонаж»                                | Ана Паскаль                   |
| 33-тя (2007) | Наталі Портман       | • Кейт Босворт                 | «Повернення Супермена»                    | Лоїс Лейн                     |
| 34-а (2008)  | Емі Адамс            | • Емі Адамс                    | «Зачарована»                              | Жизель                        |
| 34-а (2008)  | Емі Адамс            | • Ешлі Джад                    | «Глюки»                                   | Агнес Вайт                    |
| 34-а (2008)  | Емі Адамс            | • Наомі Воттс                  | «Порок на експорт»                        | Анна                          |
| 34-а (2008)  | Емі Адамс            | • Белен Руеда                  | «Притулок»                                | Лаура                         |
| 34-а (2008)  | Емі Адамс            | • Гелена Бонем Картер          | «Свіні Тодд, демон-перукар з Фліт-стріт»  | місіс Ловетт                  |
| 34-а (2008)  | Емі Адамс            | • Каріс ван Гаутен             | «Чорна книга»                             | Рахіль Штайн / Елліс де Фріс  |
| 35-а (2009)  | Анджеліна Джолі      | • Анджеліна Джолі              | «Підміна»                                 | Христина Коллінз              |
| 35-а (2009)  | Анджеліна Джолі      | • Джуліанна Мур                | «Сліпота»                                 | дружина доктора               |
| 35-а (2009)  | Анджеліна Джолі      | • Гвінет Пелтроу               | «Залізна людина»                          | Вірджинія «Пеппер» Поттс      |
| 35-а (2009)  | Анджеліна Джолі      | • Кейт Бланшетт                | «Загадкова історія Бенджаміна Баттона»    | Дейзі                         |
| 35-а (2009)  | Анджеліна Джолі      | • Меггі Джилленгол             | «Темний лицар»                            | Рейчел Доуз                   |
| 35-а (2009)  | Анджеліна Джолі      | • Емілі Мортімер               | «Транссибірський експрес»                 | Джессі                        |
| 36-а (2010)  | Зої Салдана          | • Зої Салдана                  | «Аватар»                                  | Нейтірі                       |
| 36-а (2010)  | Зої Салдана          | • Наталі Портман               | «Брати»                                   | Грейс Кегілл                  |
| 36-а (2010)  | Зої Салдана          | • Елісон Ломан                 | «Затягни мене до пекла»                   | Христина Браун                |
| 36-а (2010)  | Зої Салдана          | • Мелані Лоран                 | «Безславні виродки»                       | Шошанна Дрейфус               |
| 36-а (2010)  | Зої Салдана          | • Шарліз Терон                 | «Палаюча рівнина»                         | Сільвія                       |
| 36-а (2010)  | Зої Салдана          | • Кетрін Кінер                 | «Там, де живуть чудовиська»               | Конні                         |

### 2011—2020
| Церемонія   | Фото                 | Актриса                                   | Фільм                                        | Роль                     |
| ----------- | -------------------- | ----------------------------------------- | -------------------------------------------- | ------------------------ |
| 37-а (2011) |                      | • Наталі Портман                          | «Чорний лебідь»                              | Ніна Сеєрс               |
| 37-а (2011) | • Анджеліна Джолі    | «Солт»                                    | Евелін Солт                                  |                          |
| 37-а (2011) | • Сесіль де Франс    | «Потойбічне»                              | Марі Лелай                                   |                          |
| 37-а (2011) | • Нумі Рапас         | «Дівчина з татуюванням дракона»           | Лісбет Саландер                              |                          |
| 37-а (2011) | • Еллен Пейдж        | «Початок»                                 | Аріадна                                      |                          |
| 37-а (2011) | • Кері Малліган      | «Ніколи не відпускай мене»                | Кеті                                         |                          |
| 38-а (2012) | Кірстен Данст        | • Кірстен Данст                           | «Меланхолія»                                 | Жюстін                   |
| 38-а (2012) | Кірстен Данст        | • Джессіка Честейн                        | «Укриття»                                    | Саманта                  |
| 38-а (2012) | Кірстен Данст        | • Руні Мара                               | «Дівчина з татуюванням дракона»              | Лісбет Саландер          |
| 38-а (2012) | Кірстен Данст        | • Бріт Марлінг                            | «Інша Земля»                                 | Рода Вільямс             |
| 38-а (2012) | Кірстен Данст        | • Кіра Найтлі                             | «Небезпечний метод»                          | Сабіна Шпільрейн         |
| 38-а (2012) | Кірстен Данст        | • Елізабет Олсен                          | «Марта, Марсі, Мей, Марлен»                  | Марта                    |
| 39-а (2013) |                      | • Дженніфер Лоуренс                       | «Голодні ігри»                               | Кітнісс Евердін          |
| 39-а (2013) | • Джессіка Честейн   | «Мета номер один»                         | Майя                                         |                          |
| 39-а (2013) | • Енн Дауд           | «Експеримент «Покора»»                    | Сандра                                       |                          |
| 39-а (2013) | • Зої Казан          | «Рубі Спаркс»                             | Рубі Спаркс                                  |                          |
| 39-а (2013) | • Гелен Міррен       | «Хічкок»                                  | Альма Ревілль                                |                          |
| 39-а (2013) | • Наомі Воттс        | «Неможливе»                               | Марія Беннетт                                |                          |
| 40-а (2014) |                      | • Сандра Буллок                           | «Гравітація»                                 | Раян Стоун               |
| 40-а (2014) | • Геллі Беррі        | «Тривожний виклик»                        | Джордан Тернер                               |                          |
| 40-а (2014) | • Мартіна Гедек      | «Стіна»                                   | жінка                                        |                          |
| 40-а (2014) | • Дженніфер Лоуренс  | «Голодні ігри: І спалахне полум'я»        | Кітнісс Евердін                              |                          |
| 40-а (2014) | • Емма Томпсон       | «Врятувати містера Бенкса»                | Памела Ліндон Треверс                        |                          |
| 40-а (2014) | • Міа Васіковська    | «Стокер»                                  | Індія Стокер                                 |                          |
| 41-а (2015) | Розамунд Пайк        | • Розамунд Пайк                           | «Загублена»                                  | Емі Елліотт-Данн         |
| 41-а (2015) | Розамунд Пайк        | • Емілі Блант                             | «Грань майбутнього»                          | сержант Рита Вратаскі    |
| 41-а (2015) | Розамунд Пайк        | • Ессі Девіс                              | «Бабадук»                                    | Амелія                   |
| 41-а (2015) | Розамунд Пайк        | • Енн Гетевей                             | «Інтерстеллар»                               | Амелія Бренд             |
| 41-а (2015) | Розамунд Пайк        | • Анджеліна Джолі                         | «Чаклунка»                                   | Малефісента              |
| 41-а (2015) | Розамунд Пайк        | • Дженніфер Лоуренс                       | «Голодні ігри: Сойка-пересмішник. Частина 1» | Кітнісс Евердін          |
| 42-а (2016) |                      | • Шарліз Терон                            | «Божевільний Макс: Дорога люті»              | Фуріоса                  |
| 42-а (2016) | • Емілі Блант        | «Сікаріо»                                 | Кейт Мейсер                                  |                          |
| 42-а (2016) | • Джессіка Честейн   | «Марсіянин»                               | Мелісса Льюїс                                |                          |
| 42-а (2016) | • Блейк Лайвлі       | «Вік Адалін»                              | Адалін Боуман / Дженні Ларссон               |                          |
| 42-а (2016) | • Дейзі Рідлі        | «Зоряні війни: Пробудження Сили»          | Рей Скайвокер                                |                          |
| 42-а (2016) | • Міа Васіковська    | «Багряний пік»                            | Едіт Кашинг                                  |                          |
| 43-я (2017) |                      | • Мері Елізабет Вінстед                   | «Вулиця Монстро, 10»                         | Мішель                   |
| 43-я (2017) | • Емі Адамс          | «Прибуття»                                | Луїза Бенкс                                  |                          |
| 43-я (2017) | • Емілі Блант        | «Дівчина у потягу»                        | Рейчел Вотсон                                |                          |
| 43-я (2017) | • Фелісіті Джонс     | «Бунтар Один. Зоряні Війни. Історія»      | Джин Ерсоя                                   |                          |
| 43-я (2017) | • Дженніфер Лоуренс  | «Пасажири»                                | Аврора Лейн                                  |                          |
| 43-я (2017) | • Наргес Рашиді      | «У тіні»                                  | Шіде                                         |                          |
| 43-я (2017) | • Тараджі Генсон     | «Приховані фігури»                        | Кетрін Джонсон                               |                          |
| 44-а (2018) |                      | • Галь Гадот                              | «Диво-жінка»                                 | Діана Прінс / Диво-жінка |
| 44-а (2018) | • Саллі Гокінс       | «Форма води»                              | Елайза Еспозіто                              |                          |
| 44-а (2018) | • Френсіс Макдорманд | «Три білборди за межами Еббінга, Міссурі» | Мілдред Гейз                                 |                          |
| 44-а (2018) | • Люпіта Ньоно       | «Чорна Пантера»                           | Накія                                        |                          |
| 44-а (2018) | • Розамунд Пайк      | «Недруги»                                 | Розалі Квейд                                 |                          |
| 44-а (2018) | • Дейзі Рідлі        | «Зоряні війни: Останні джедаї»            | Рей                                          |                          |
| 44-а (2018) | • Емма Вотсон        | «Красуня і чудовисько»                    | Белль                                        |                          |
| 45-а (2019) |                      | • Джеймі Лі Кертіс                        | «Хелловін»                                   | Лорі Строуд              |
| 45-а (2019) | • Емілі Блант        | «Мері Поппінс повертається»               | Мері Поппінс                                 |                          |
| 45-а (2019) | • Тоні Коллетт       | «Реінкарнація»                            | Енні Грем                                    |                          |
| 45-а (2019) | • Ніколь Кідман      | «Час відплати»                            | Ерін Белл                                    |                          |
| 45-а (2019) | • Брі Ларсон         | «Капітан Марвел»                          | Керол Денверс / Верс / Капітан Марвел        |                          |
| 45-а (2019) | • Люпіта Ніонго      | «Ми»                                      | Аделаїда Вілсон / Ред                        |                          |
| 45-а (2019) | • Октавія Спенсер    | «Ма»                                      | Сью Енн                                      |                          |
| 46-а (2020) |                      | • Елізабет Мосс                           | «Людина-невидимка»                           | Сесілія Касс             |
| 46-а (2020) | • Ребекка Фергюсон   | «Доктор Сон»                              | Роуз Гат                                     |                          |
| 46-а (2020) | • Наталі Портман     | «Люсі в космосі»                          | Люсі Кола                                    |                          |
| 46-а (2020) | • Дейзі Рідлі        | «Зоряні війни: Скайвокер. Сходження»      | Рей                                          |                          |
| 46-а (2020) | • Марго Роббі        | «Хижі пташки»                             | Харлі Квін                                   |                          |
| 46-а (2020) | • Лю Іфей            | «Мулан»                                   | Хуа Мулан                                    |                          |

### 2021—
| Церемонія      | Фото              | Актриса                           | Фільм                     | Роль   |
| -------------- | ----------------- | --------------------------------- | ------------------------- | ------ |
| 47-а (2021/22) |                   | • Мішель Єо                       | «Все завжди і водночас»   | Евелін |
| 47-а (2021/22) | • Кейт Бланшетт   | «Алея жаху»                       | доктор Ліліт Ріттер       |        |
| 47-а (2021/22) | • Емілі Блант     | «Тихе місце 2»                    | Евелін Ебботт             |        |
| 47-а (2021/22) | • Зої Кравітц     | «Бетмен»                          | Селіна Кайл / Жінка-кішка |        |
| 47-а (2021/22) | • Зендея          | «Людина-павук: Додому шляху нема» | Ем-Джей                   |        |
| 47-а (2021/22) | • Емма Стоун      | «Круелла»                         | Круелла де Віль           |        |
| 47-а (2021/22) | • Кеке Палмер     | «Ноу»                             | Джилл Хейвуд              |        |
| 48-а (2022/23) |                   | • Марґо Роббі                     | «Барбі»                   | Барбі  |
| 48-а (2022/23) | • Віола Девіс     | «Королева-воїн»                   | Наніска                   |        |
| 48-а (2022/23) | • Міа Гот         | «Перл»                            | Перл                      |        |
| 48-а (2022/23) | • Ембер Мідфандер | «Здобич»                          | Нару                      |        |
| 48-а (2022/23) | • Зої Салдана     | «Аватар: Шлях води»               | Нейтірі                   |        |
| 48-а (2022/23) | • Аня Тейлор-Джой | «Меню»                            | Марго Міллс / Ерін        |        |